# Kuvajtské námořnictvo
Kuvajtské námořnictvo je součástí ozbrojených sil Kuvajtu. Současné námořnictvo vzniklo po získání nezávislosti země v roce 1961. Jeho hlavními úkoly jsou hlídkování a pobřežní obrana. Hlavní základnou námořnictva je Ras al Qalaya. Jádro kuvajtské floty tvoří 10 raketových člunů, které doplňuje necelá stovka menších plavidel. Personál k roku 2005 tvořilo cca 2200 mužů.

## Historie
Kuvajtské námořnictvo po svém vzniku provozovalo především menší hlídkové lodě. Velký nárůst jeho bojových kapacit znamenalo dodání osmi raketových člunů, typů TNC-45 a FPB-57 německé loděnice Lürssen. Prakticky celé námořnictvo ale bylo zničeno během války v Zálivu v letech 1990-1991. Iráčané zajali všechna plavidla s výjimkou dvou raketových člunů. Ty unikly do bezpečí a podílely se na pozdějším osvobození země. Zbylá plavidla byla zničena či těžce poškozena silami spojenců.
V lednu 2016 bylo oznámeno, že Kuvajtské námořnictvo objednalo u loděnice Abu Dhabi Shipbuilding (ADSB) v Abú Dhabí celkem osm zásobovacích pobřežních lodí a rychlých vyloďovacích člunů.
V červnu 2025 Kuvajt informoval o objednávce osmi plavidel třídy Falaj 3, které jsou označovány jako oceánské hlídkové lodě, nebo korvety.

## Složení

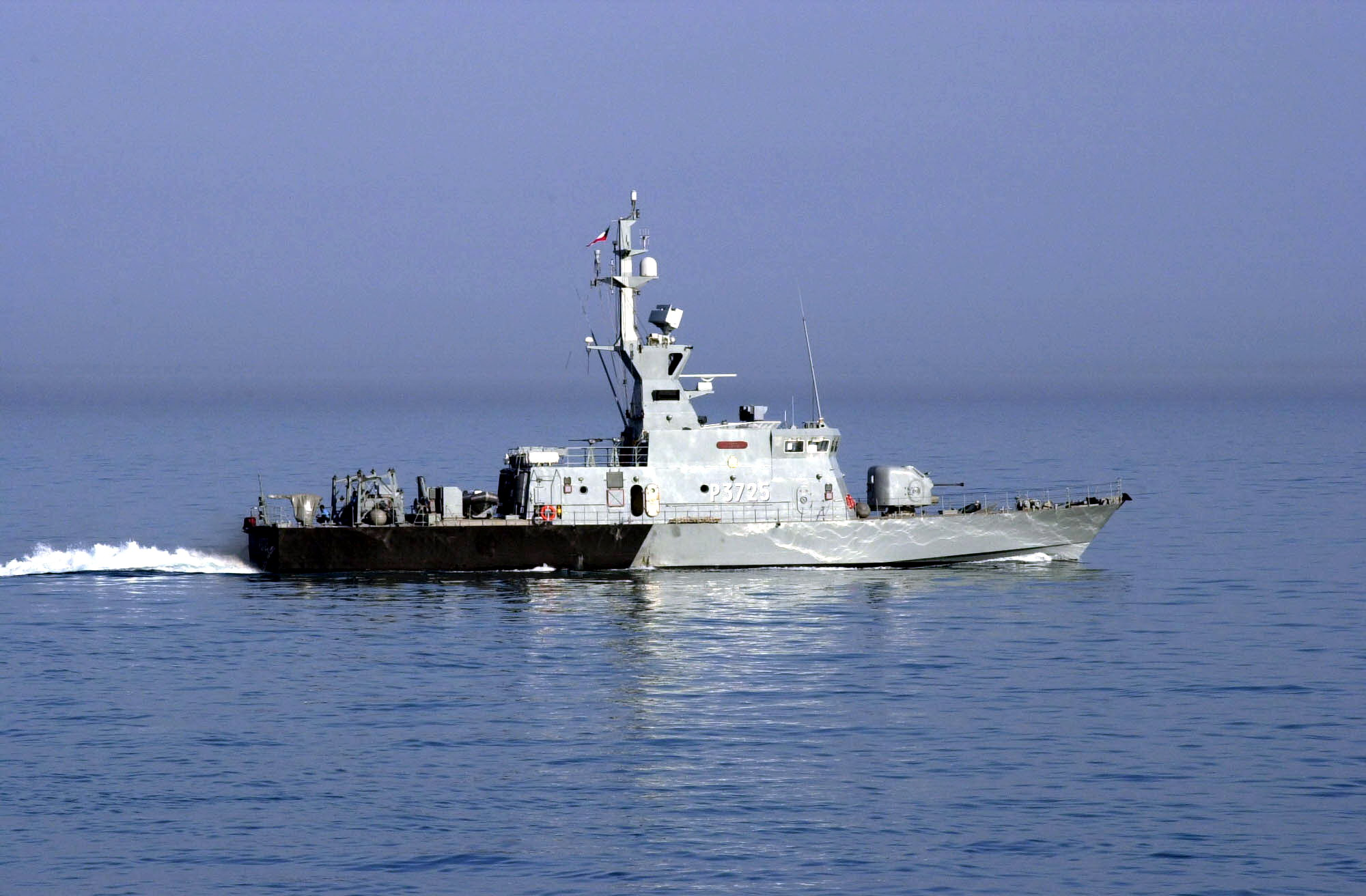
Raketový člun Al-Garoh (P3725)

### Raketové čluny
- Třída Um Al Maradim (třída Combattante I / P-37 BRL)[5]
  - Um Al Maradim (P3711)
  - Ouha (P3713)
  - Failaka (P3715)
  - Maskan (P3717)
  - Al Ahmadi (P3719)
  - Al Fahaheel (P3721)
  - Al Yamook (P3723)
  - Al Garoh (P3725)

- Třída Al-Boom (Lürssen TNC-45)[5]
  - Al Sanbouk (P4505)

- Třída Al-Instiqlal (Lürssen FPB-57)[5]
  - Istiqlal (P5702)

### Výsadkové lodě
- Hadiya (LCM)[5]
  - Hadiya
  - Ceriff

### Pomocné lodě
- Al Dorrar (S5509)[5]